# Visions of Europe (film)
Pour plus de détails, voir Fiche technique et Distribution.
Sur une idée de Lars von Trier, Visions of Europe est une suite de 25 courts métrages de cinq minutes, réalisés par 25 réalisateurs, représentant 25 pays de l'Union européenne.

## Fiche technique

### épisodeInvisible State
- Réalisation : Aisling Walsh
- Producteur : John Mc Donnell
- Production : Fantastic Films
- Pays :  Irlande

### épisodeBico
- Réalisation : Aki Kaurismäki
- Producteur : Ilkka Mertsola
- Production : Sputnik Oy
- Pays :  Finlande

### épisodeThe Language School
- Réalisation : Andy Bausch
- Producteur : Brigitte Kerger
- Production : Rattlesnake Pictures
- Pays :  Luxembourg
- Distribution : Hervé Sogne, Runa Egilsdóttir, Gintare Parulyte, Mendaly Ries, Claudia Girotto, Sarah Cottani, Marco Lorenzini

### épisodeEuroflot
- Réalisation : Arvo Iho
- Producteur : Arvo Iho
- Production : Cumulus Projekt O
- Pays :  Estonie

### épisodeMars
- Réalisation : Barbara Albert
- Producteur : Antonin Svoboda
- Production : Coop99
- Pays :  Autriche

### épisodePrologue
- Réalisation : Béla Tarr
- Pays :  Hongrie

### épisodeEurope Does Not Exist
- Réalisation : Christoffer Boe
- Producteur : Mikael Olsen
- Production : Zentropa Productions
- Pays :  Danemark

### épisodeMy Life on Tape
- Réalisation : Christos Georgiou
- Producteur : Christos Georgiou
- Production : Lychnari Productions Ltd.
- Pays :  Chypre

### épisodeRoom for All
- Réalisation : Constantinos Giannaris
- Producteur : Lilette Botassi
- Production : Inkas Film Production
- Pays :  Grèce

### épisodeEuropa
- Réalisation : Damjan Kozole
- Producteur : Danijel Hocevar
- Production : EmotionFilm
- Pays :  Slovénie

### épisodeDie alten bösen Lieder
- Réalisation : Fatih Akin
- Producteur : Andreas Thiel
- Production : Corazon International
- Pays :  Allemagne

### épisodeAnna Lives in Marghera
- Réalisation : Francesca Comencini
- Producteur : Donatella Botti
- Production : BiancaFilm s.r.l.
- Pays :  Italie

### épisodeThe Yellow Tag
- Réalisation : Jan Troell
- Pays :  Suède

### épisodeThe Isle
- Réalisation : Kenneth Scicluna
- Producteur : Dennis Mahoney
- Production : DrunkenAngel Ent.
- Pays :  Malte

### épisodeIt'll Be Fine
- Réalisation : Laila Pakalnina
- Producteur : Laila Pakalnina
- Production : Hargla Company
- Pays :  Lettonie

### épisodeCrossroad
- Réalisation : Małgorzata Szumowska
- Producteur : Małgorzata Szumowska
- Production : Shot-Szumowski
- Pays :  Pologne

### épisodeThe Miracle
- Réalisation : Martin Šulík
- Producteur : Martin Sulík
- Production : Titanic s.r.o.
- Pays :  Slovaquie

### épisodeOur Kids
- Réalisation : Miguel Hermoso
- Producteur : Antonio Perez
- Production : Maestranza Films SI
- Pays :  Espagne

### épisodeEuropean Showerbath
- Réalisation : Peter Greenaway
- Producteur : Kees Kasander
- Production : The Kasander Film Company
- Pays :  Royaume-Uni

### épisodeUnisono
- Réalisation : Sasa Gedeon
- Producteur : Pavel Strnad, Petr Oukropec
- Production : Negativ Film Productions,
- Pays :  République tchèque

### épisodeChildren Lose Nothing
- Réalisation : Sharunas Bartas
- Producteur : Jurga Dikciuviene
- Production : Public Institution KINEMOS GRUPE
- Pays :  Lituanie
- Distribution : Ina Marija Bartaitė, Julija Steponaityte, Rimas Petravieius, Aleksas Jermolenko, Adele Markauskiene, Henrikas Rachkus

### épisodeSelf Portrait
- Réalisation : Stijn Coninx
- Producteur : Hilde de Laere
- Production : MMG
- Pays :  Belgique
- Distribution : Pieter Embrechts, Sofie Van Moll, Safia Aggoune, Benzirar Baroudi

### épisodeCold Wa(te)r
- Réalisation : Teresa Villaverde
- Production : Filmes do Tejo
- Pays :  Portugal

### épisodeEuroquiz
- Réalisation : Theo van Gogh
- Producteur : Gijs van de Westelaken
- Production : Column Productions
- Pays :  Pays-Bas

### épisodeParis by Night
- Réalisation : Tony Gatlif
- Producteur : Laurent Dusothoit
- Production : Princes Films
- Pays :  France